# Municipio de Green Isle
El municipio de Green Isle (en inglés: Green Isle Township) es un municipio ubicado en el condado de Sibley en el estado estadounidense de Minnesota. En el año 2010 tenía una población de 524 habitantes y una densidad poblacional de 5,63 personas por km².

## Geografía
El municipio de Green Isle se encuentra ubicado en las coordenadas 44°41′10″N 94°3′42″O / 44.68611, -94.06167. Según la Oficina del Censo de los Estados Unidos, el municipio tiene una superficie total de 93.07 km², de la cual 91,16 km² corresponden a tierra firme y (2,05 %) 1,91 km² es agua.

## Demografía
Según el censo de 2010, había 524 personas residiendo en el municipio de Green Isle. La densidad de población era de 5,63 hab./km². De los 524 habitantes, el municipio de Green Isle estaba compuesto por el 98,47 % blancos, el 0,76 % eran afroamericanos y el 0,76 % eran de una mezcla de razas. Del total de la población el 0,19 % eran hispanos o latinos de cualquier raza.